# Örn Arnarson (Schriftsteller)

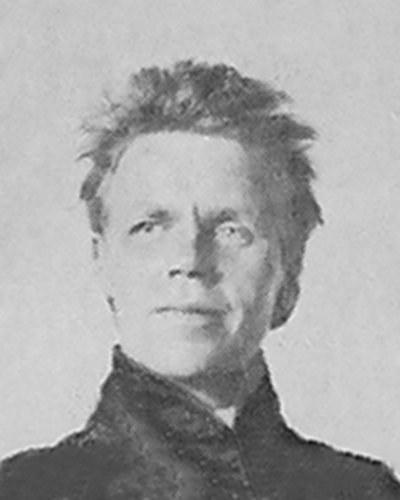
Örn Arnarson (1932)

Örn Arnarson (eigentlich Magnús Stefánsson; * 12. Dezember 1884 in Kverkártunga á Langanesströnd, Nordostisland; † 25. Juli 1942 in Hafnarfjörður) war ein isländischer Schriftsteller. Er schrieb gesellschaftskritische Gedichte sowie Rímur.

## Werke
- Illgresi (1924)
- Rímur af Oddi sterka (1932)
- Bréf til tveggja vina (1972, als Magnús Stefánsson)
- Gullregn úr ljóðum Arnar Arnarssonar (1972)